# 수당금

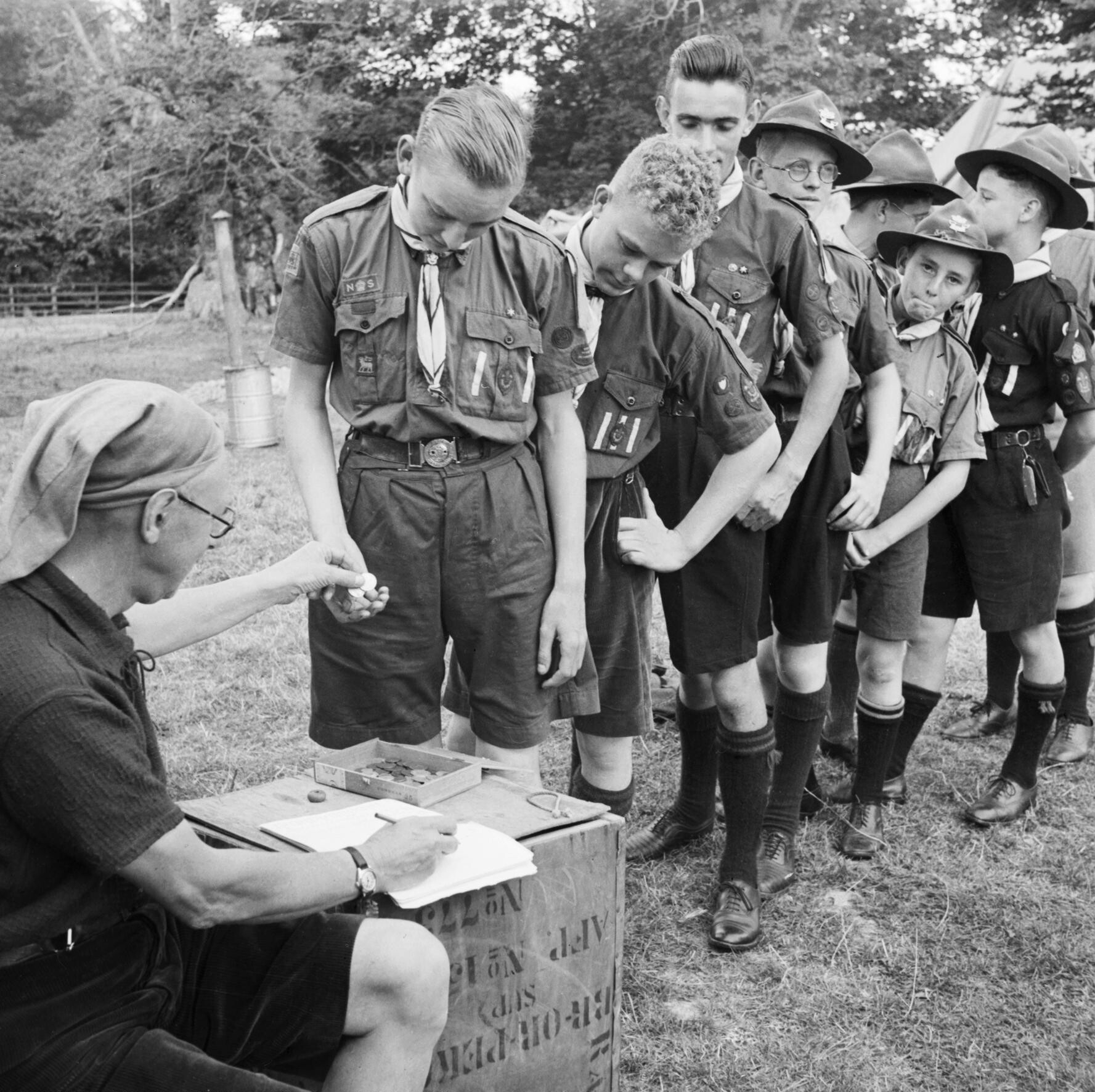
1943년 영국 케임브리지 근처 과일 따기 캠프에서 수당을 받는 영국 보이 스카우트

수당금(手當金)은 보통 특정한 목적을 위해 일정한 간격으로 주거나 할당된 돈의 양이다. 자녀의 상황에서 부모는 자녀에게 용돈을 제공할 수 있다. 건설 산업에서, 수당은 전체 계약의 일부로서 특정 작업 항목에 할당된 금액일 수 있다.
용돈을 제공하는 사람은 보통 돈을 제공하는 사람의 목적에 부합하도록 받는 사람이 돈을 어떻게 또는 언제 쓰는지를 통제하려고 노력한다. 예를 들어, 부모에 의한 용돈은 자녀에게 돈 관리를 가르치도록 동기를 부여할 수 있으며, 무조건적이거나 집안일의 완료 또는 특정 성적의 달성과 관련이 있을 수 있다.

## 건설공사 도급
수당을 지급하는 사람은 보통 목적을 명시하고, 그 목적에만 돈이 쓰이도록 통제를 가할 수 있다. 예를 들어, 회사 직원들에게 재택근무 시 식사 및 여행에 대한 수당이나 수당을 지급한 후 증빙으로 영수증을 제공하도록 하거나, 특정 목적으로만 사용할 수 있는 식사권과 같은 특정 비화폐 토큰이나 바우처를 제공할 수 있다.
공사에서 수당(inan)은 계약 당시에 아직 구체적인 내용이 정해지지 않은 일정한 공사 항목(기구, 조명 등)에 대해 공사 계약(또는 시방)에 명시되어 포함된 금액이다. 이러한 규칙은 일반적으로 다음에 적용된다:
1. 이 금액은 프로젝트에 납품된 계약자의 자재/장비 비용과 모든 세금을 포함하며, 계약자가 작업 항목에 대해 받을 권리가 있는 모든 무역 할인을 포함한다.
2. 수당항목에 대한 수급인의 노무비(설치비), 간접비, 이익 및 그 밖의 비용은 기본계약금액에 포함되지만 수당금액에는 포함되지 않는다.
3. 첫 번째 구간의 작업항목 원가가 수당보다 높거나 낮으면, 두 번째 구간에 따른 계약자 원가의 변동(있는 경우)과 두 금액의 차이에 따라 기본계약은 증가(감소)한다.

이러한 문제는 계약상 허용금액 규정에서도 고려되어야 한다:
- 의뢰인은 의뢰인이 원하는 사람은 누구든지 수당 업무를 하도록 계약자에게 요구할 수 있는가?
- 계약자는 고객(또는 고객의 대리인)이 해당 수당의 재료 또는 장비를 선택하는 과정에서 지연되어 발생하는 비용을 고객에게 청구할 수 있는가?

## 어린이
부모들은 종종 자녀들에게 용돈을 주고 어린 나이에 돈 관리를 가르친다.  육아 전문가 시도니 그루엔베르크는 1912년에 이 개념을 대중화했다.
보통 어린 아이들은 "선물" 수당을 받는다. 일부 부모들에게, 아이들이 집안일을 시작할 수 있을 정도의 나이가 되면, 용돈은 "교환" 돈이 된다. 나중에 아이가 자라면서 일부 부모들은 아이들에게 선택하거나 무시할 수 있는 프로젝트를 주고, 이런 형태의 용돈은 '기업가적'이라고 할 수 있다."
미국 공인회계사 협회의 2019년 연구에 따르면 미국 어린이들에게 지급되는 평균 용돈은 주당 30달러(약 4만 65원)였다.

## 성인
대한민국과 일본과 같은 여성 중심 국가에서는, 여성이 모든 가정의 재정을 통제하는 것이 관례이다. 남편이 받는 월급은 모두 아내의 통장으로 바로 들어가고, 아내는 보통 5~10% 정도를 남편에게 용돈으로 지급한다. 남성은 가계를 관리하기에 적합하지 않다는 사회적 편견이 널리 퍼져 있기 때문에 이러한 관행은 매우 일반적이다.
2015년, 대한민국 법원은 아내로부터 매달 10만원의 용돈을 받은 남편에게 과실이 없는 이혼을 허가했다. 기사에는 남편이 직업군인이지만 월급 전액이 아내에게 돌아갔기 때문에 밥값을 마련하기 위해 건설노동자 부업을 해야 했다고 적혀 있었다. 그 판결은 그 나라에서 아내의 과도하게 낮은 용돈은 이혼의 과실로 간주될 수 있다는 것을 확립했다.
일본에서는 남성의 4분의 3이 아내로부터 매달 용돈을 받는다. 신세이은행은 1979년부터 아내가 남편에게 준 용돈 액수를 조사해 왔다. 2011년 기준으로 39,600엔(약 36만 4,264원)이었다. 이는 1990년 일본 자산가격 거품이 꺼지기 전(70만 7,815원, 2025년 158만 9,245원 상당)과 비교할 수 있다.

## 같이 보기
- 임금 (경제학)